# 스티븐 랭턴
스티븐 랭턴(Stephen Langton, c. 1150 – 1228년 7월 9일)은 로마 가톨릭교회의 추기경이자 1207년부터 1228년 사망할 때까지 캔터베리 대주교를 지낸 잉글랜드인이다. 그의 선출을 둘러싸고 존 왕과 교황 인노첸시오 3세 사이에 벌어진 분쟁은 1215년 마그나 카르타를 탄생시킨 위기의 주요 원인이었다. 랭턴은 또한 성경을 오늘날 사용되는 표준 현대 장 배열로 나눈 것으로 평가받는다.

## 초기 생애 및 경력
그의 아버지는 링컨셔주의 랭턴 바이 래그비에 토지를 소유한 헨리 랭턴이었다. 스티븐 랭턴은 그 마을의 해자 농가에서 태어났을 수 있으며, 아마도 지역 대성당 학교에서 교육을 받았을 것이다. 지역 전설에 따르면 서리주 프라이데이 스트리트에서 태어났을 수도 있다.
스티븐은 신 파리 대학교에서 공부했으며 1206년까지 그곳에서 신학을 강의했다. 1206년에 그와 파리에서 친구 관계를 맺었던 교황 인노첸시오 3세가 그를 로마로 불러들여 산 크리소고노 성당의 추기경 신부로 임명했다. 그의 경건함과 학식은 이미 파리와 요크 민스터에서 성직록을 얻게 했으며, 그는 영국 최고의 성직자로 인정받았다.
그의 형제인 사이먼 랭턴은 1215년에 요크 대주교로 선출되었으나, 그 선거는 교황 인노첸시오 3세에 의해 취소되었다. 사이먼은 1227년 캔터베리 부주교로서 그의 형 스티븐을 섬겼다. 사이먼과 스티븐에게는 자녀 없이 사망한 기사 월터라는 또 다른 형제가 있었다.

## 대주교

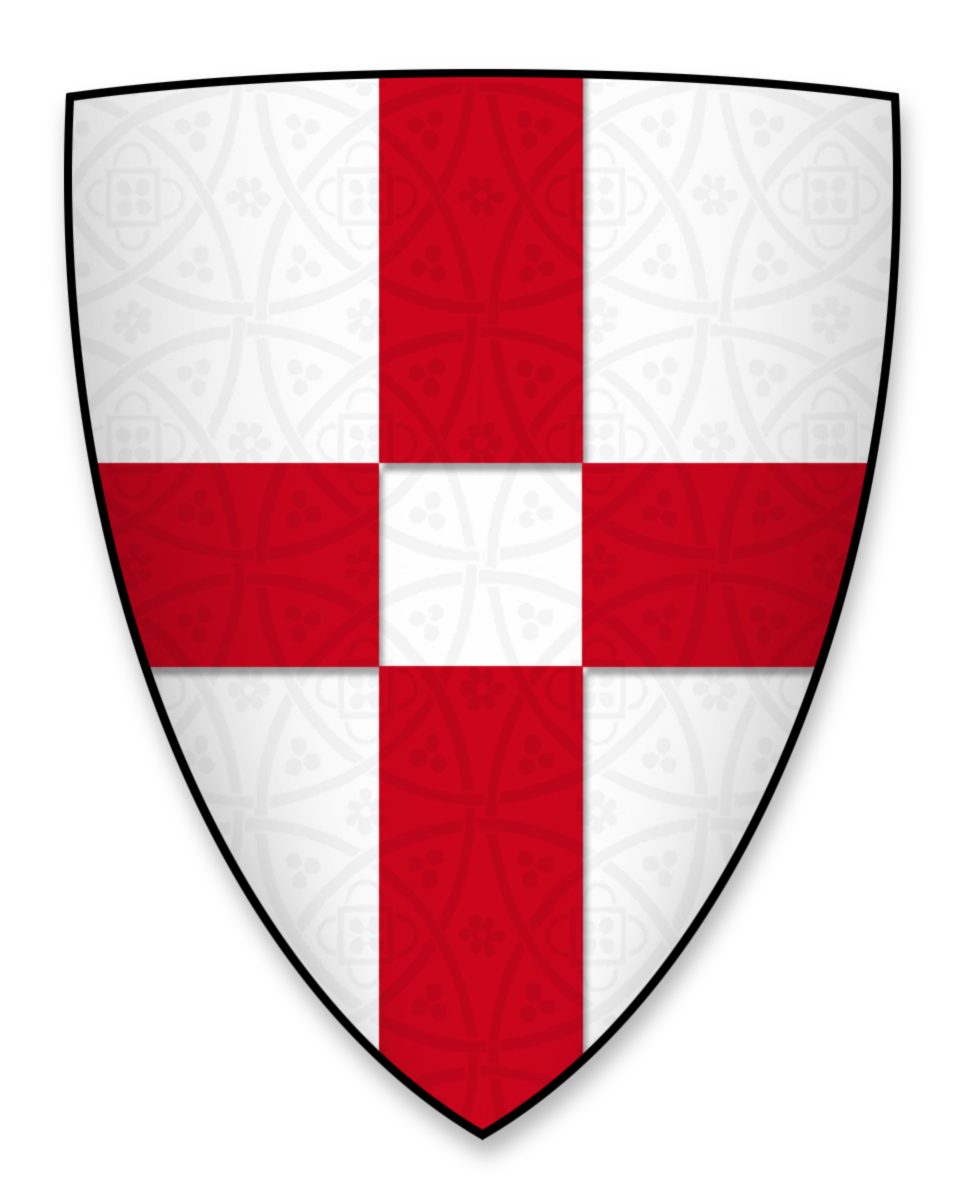
스티븐 랭턴 캔터베리 대주교가 1215년 마그나 카르타 서명 시 사용한 문장: 은색 바탕에 붉은색 쿼터피어스드 십자가

1205년 캔터베리 대주교 휴버트 월터가 사망하자 후계자 선출에 어려움이 있었다. 대성당 성직자 회의의 일부 젊은 성직자들은 캔터베리 크라이스트 처치의 부원장 레지널드를 대주교로 선출했고, 존 왕의 압력을 받은 다른 파벌은 노리치 주교 존 드 그레이를 선택했다. 두 선거 모두 로마에 항소되어 취소되었고, 전체 성직자 회의를 대리하여 로마로 갔던 16명의 성직자들에게 교황 앞에서 새 선거를 진행하라는 명령이 내려졌다. 선택은 랭턴에게 돌아갔고, 그는 1207년 6월 17일 비테르보에서 교황에 의해 성직에 임명되었다.
그 후 존 왕과 교황 인노첸시오 3세 사이에 치열한 정치적 투쟁이 벌어졌다. 왕은 스티븐을 대주교로 인정하는 자는 누구든지 공공의 적이라고 선포했다. 1207년 7월 15일, 존 왕은 스티븐을 만장일치로 지지하던 캔터베리 성직자 회의를 추방했다. 1208년 3월, 교황 인노첸시오 3세는 잉글랜드에 성무 집행 정지 명령을 내렸고, 1212년 말에는 반복된 협상이 실패하자 존 왕에 대한 폐위 선고를 내리고 1213년 1월에 필리프 2세에게 그 선고 집행을 위임했다.
1213년 5월 존 왕은 항복했고, 이에 따라 7월에 스티븐과 그의 동료 망명자들은 잉글랜드로 돌아왔다. 그때까지 그는 서임된 이래 부르고뉴의 퐁티니 수도원에서 살고 있었다. 대주교로서 그의 첫 행동은 왕에게 사면을 주는 것이었다. 왕은 불의한 법을 폐지하고 헨리 1세가 부여한 자유를 준수하겠다는 맹세(거의 즉시 위반했다)를 했다.
스티븐은 이제 존 왕에 대항하는 투쟁의 지도자가 되었다. 1213년 8월 25일 웨스트민스터에서 열린 성직자 회의에 일부 남작들이 초대되었고, 그는 헨리 1세 헌장의 텍스트를 읽고 그 갱신을 요구했다. 그 결과, 스티븐의 활기찬 리더십과 남작들의 군사력은 존 왕에게 마그나 카르타(1215년 6월 15일)에 서명하도록 강요했다.

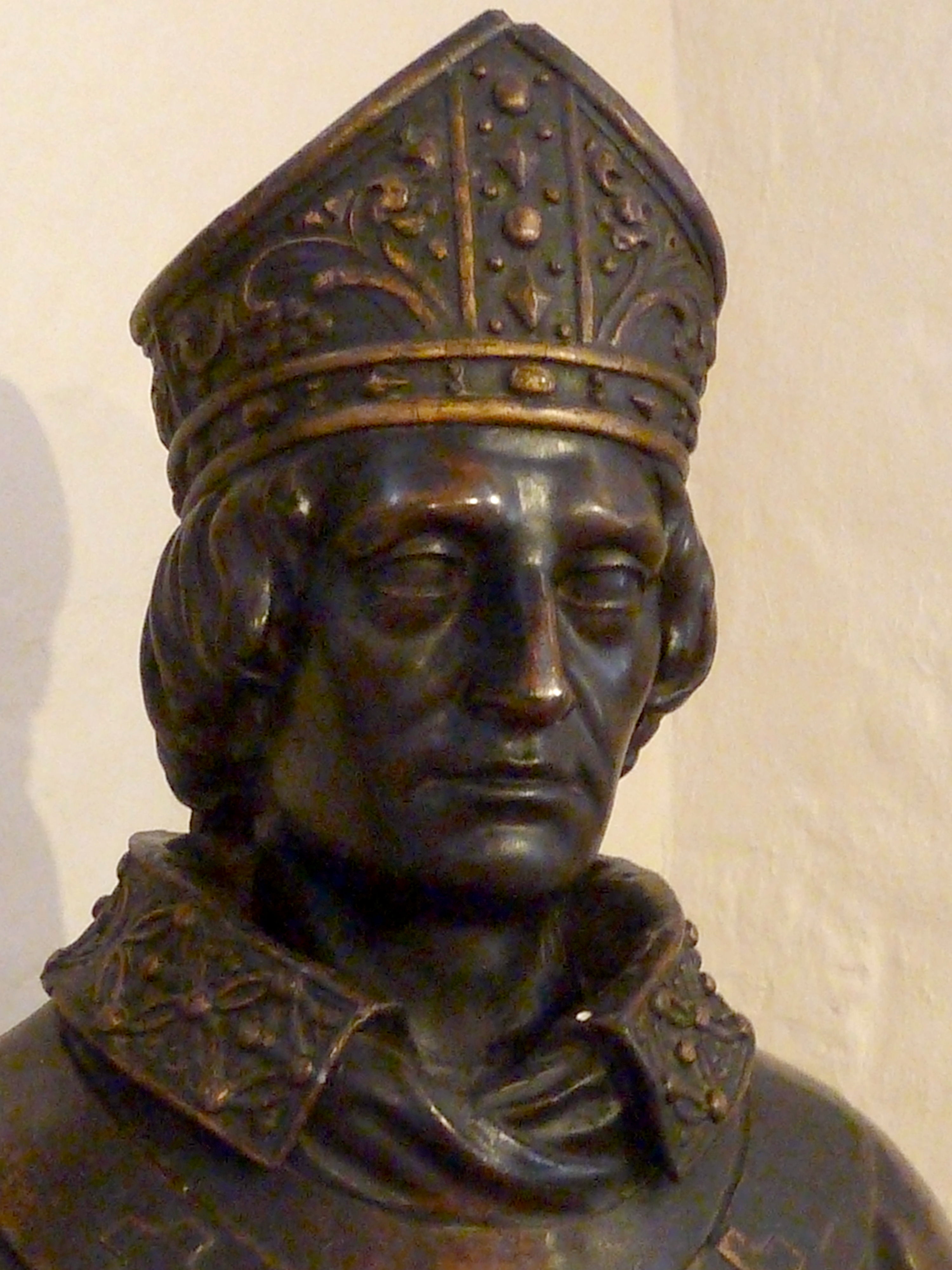
존 토머스가 제작한 스티븐 랭턴의 석고 마케트. 캔터베리 유산 박물관 소장.

존 왕이 이제 그의 왕국을 성좌의 봉토로 가지고 있었기 때문에 교황은 그의 대의를 지지하고 남작들을 파문했다. 파문을 공표하기를 거부했기 때문에 왕은 교황 특사에 의해 스티븐의 모든 교회 직무를 정지시켰다. 11월 4일, 이 선고는 교황에 의해 확정되었지만, 스티븐은 교황에게 직접 항소했다. 그는 평화가 회복될 때까지 잉글랜드에 머물지 않는 조건으로 다음 해 봄에 정지에서 해제되었고, 1218년 5월까지 해외에 머물렀다. 그 사이에 인노첸시오 교황과 존 왕 모두 사망했고, 잉글랜드의 모든 당사자들은 헨리 3세를 지지하기 위해 뭉쳤다.
스티븐 랭턴은 헨리 재위 기간 동안 잉글랜드의 정치적 독립을 위해 계속 노력했다. 1223년 그는 다시 한번 왕에게 헌장을 재확인할 것을 요구하는 남작들의 지도자이자 대변인으로 나타났다. 그는 헨리 대신 프랑스로 가서 루이 8세에게 노르망디의 복원을 요청했고, 나중에 반란을 일으킨 남작들에 대항하여 헨리를 지지했다. 그는 새 교황인 호노리오 3세로부터 자신의 생애 동안 더 이상 영구적인 교황 특사가 잉글랜드에 파견되지 않을 것이라는 약속을 얻어냈고, 같은 교황으로부터 잉글랜드 교회를 유리하게 하고 캔터베리 교구를 칭송하는 다른 양보를 얻어냈다.
잉글랜드 교회 역사에서 매우 중요했던 것은 1222년 4월 17일 오즈니에서 스티븐이 개회한 공의회였다. 스티븐 랭턴의 헌법으로 알려진 그 법령들은 여전히 잉글랜드 교회 법정에서 구속력 있는 것으로 인정되는 가장 초기의 지방 교회법이다.
1221년 랭턴은 설교자 수도회 (블랙프라이어스) 수도사들의 잉글랜드 정착을 승인했다. 그들은 윈체스터 주교인 피터 데 로시에 의해 캔터베리로 옮겨졌고, 그곳에서 수도사 첫 그룹의 지도자인 길버트 오브 프레즈니는 그의 새로운 수도회의 장점에 대한 즉흥 설교를 해달라는 요청을 받았다. 설교의 질에 만족한 수도사들은 전국에 수도원을 설립하는 것이 허용되었다.

## 사망
스티븐 랭턴은 1228년 7월 9일 서식스주 치체스터 근처 슬린던에서 사망했다. 그는 캔터베리 대성당 남쪽 익랑 옆 공터에 묻혔다. 이후 이 부지 위에 성 미카엘 성당(현재 버프스 연대 예배당)이 세워졌고, 그의 무덤 머리 부분은 이 예배당 동쪽 끝 제단 아래로 돌출되어 있으며, 발 부분은 바깥에 있다.
마그나 카르타 서명 800주년을 기념하기 위해 고안된 "스티븐 랭턴 트레일"은 랭턴 바이 래그비에서 시작하여 링컨 캐슬 근처의 링컨 대성당으로 이어진다. 링컨 캐슬에는 헌장의 원본 사본이 있다.

## 저작
랭턴은 많은 저작을 남겼다. 그의 많은 설교와 구약성경의 거의 모든 성경 책에 대한 주석, 해설, 해설서, 논문은 램버스궁, 옥스퍼드 대학교와 케임브리지 대학교, 그리고 프랑스의 필사본으로 보존되어 있다.
F. J. E. 래비에 따르면, "스티븐 랭턴...이 유명한 찬미가인 오소서 성령님의 저자라는 것을 의심할 이유는 거의 없다."
그의 다른 저작 중 몇몇 편지(W. Stubbs 편집, The Historical Works of 캔터베리 대주교 조지 애벗 2권, 런던, 1880, 롤스 시리즈, 71호, 서문 부록) 외에 인쇄된 유일한 작품은 J. A. 자일스의 토머스 오브 캔터베리 (옥스퍼드, 1845)에 실린 Tractatus de translatione Beati Thomae로, 이는 아마도 1220년 토머스 베켓의 유해 이장식 때 그가 설교했던 강론을 확장한 것일 것이다. 이 의식은 잉글랜드에서 이제껏 본 적 없는 가장 화려한 것이었다. 그는 또한 리처드 1세의 생애와 다른 역사 저작 및 시를 썼다고 알려져 있다.

### 성경의 장 구분
고전적으로 성경 두루마리는 항상 줄의 끝(페투스)이나 중간(세투모스)에 빈 공간으로 나뉘어 있었다. 그러나 랭턴은 성경을 현재의 표준 장 배열로 나눈 사람으로 여겨진다. 위고 드 상셰르 추기경도 성경의 체계적인 구분을 고안한 것으로 알려져 있지만(1244년에서 1248년 사이), 오늘날 사용되는 것은 랭턴의 장 배열이다.